# Anticlimax
 (septembre 2019).
Si vous disposez d'ouvrages ou d'articles de référence ou si vous connaissez des sites web de qualité traitant du thème abordé ici, merci de compléter l'article en donnant les références utiles à sa vérifiabilité et en les liant à la section « Notes et références ».
L'anticlimax (substantif masculin), du grec anti (« contre », « opposé ») et climax (« point culminant »), est une figure de style consistant en une gradation de termes négatifs et opposés à ceux évoqués lors d'une première gradation de termes positifs. Il permet de contredire par une antithèse l'idée première évoquée et s'emploie surtout dans les argumentations. Il représente donc une opposition dans une même phrase entre deux gradations, et vise à produire des effets de symétrie qui permettent de dévoiler les contradictions internes à un personnage. Son antonyme est le climax qui s'appuie sur une gradation ascendante.

## Exemples
« C'était un esprit ingénieux et habile, perspicace et persévérant, rusé et tenace, enfin, pour tout dire, une intelligence supérieure et une conscience sans scrupules » : la gradation ascendante de termes positifs de la première partie de la proposition se conclut par une gradation descendante de termes négatifs venant contredire le portrait mélioratif du début.

## Définition

### Définition linguistique
L'anticlimax opère une transformation morpho-syntaxique par répétition de termes non identique : des mots positifs sont contredits par des termes négatifs répétés et énumérés. Il s'oppose à la gradation ascendante (termes de plus en plus élogieux) appelée également climax. On la considère comme une figure de pensée qui articule en réalité les deux figures opposées ; en effet, l'anticlimax ne peut exister sans gradation ascendante. Les deux figures représentent les versants antinomiques d'un même mouvement argumentatif.
En stylistique, l'anticlimax est parfois pris comme équivalent de bathos et signifie un glissement imprévu du style élevé au style trivial, à destination comique souvent. C'est une acceptation littéraire et non une figure de style.

### Définition stylistique
L'effet visé, d'un point de vue argumentatif, est de montrer le déchirement intérieur d'un personnage porté à trancher entre deux contradictions (dichotomie) avant de se prononcer en sens inverse. C'est une figure avant tout rhétorique que l'on retrouve surtout dans le genre dramatique : au théâtre classique surtout comme chez Jean Racine dans son Iphigenie. Un effet de symétrie peut être parfois recherché, notamment en poésie, afin de reproduire au niveau des idées le mécanisme de la rime.

## Historique de la notion

### Figures proches
- Figure « mère »: gradation
- Figures « fille »:  aucune

- Paronymes: symétrie
- Synonymes: bathos (style littéraire)
- Antonymes: climax